# Eumyzus nokuli
Eumyzus nokuli är en insektsart. Eumyzus nokuli ingår i släktet Eumyzus och familjen långrörsbladlöss. Inga underarter finns listade i Catalogue of Life.